# 帕维尔
帕维尔（俄语/保加利亚语/塞尔维亚语：Павел）是人名保罗的斯拉夫变体。持有该名的著名人物包括：
- 帕维尔一世，俄罗斯帝国皇帝，或更常称保罗一世
- 帕维尔·普里戈任，瓦格纳集团
- 帕维尔·苏霍伊，苏联飞机设计师

## 其他
- 帕维尔 (法国)，法国厄尔省的一个市镇

|  | 本页或本分段罗列了有着相同名的人物，如果是一个内链将您引导到本页，您可能愿意通过点击对应的链接到达想要的条目。 |